# حصار ميليتوس
حصار ميليتوس هو أول حصارات الإسكندر الأكبر ضد الأخمينيين. شنها ضد مدينة ميليتوس في جنوب إيونية. شنت في سنة 334 ق م. وبالرغم من تفوق الفرس في عدد القوى إلا أن الإسكندر وحلفائه تمكنوا من النصر وتمكنوا من السيطرة على الجزر الأيونية وبدأ يتوغل حينها في الأناضول.